# Ernie Kovacs
Ernie Kovacs, all'anagrafe Ernest Edward Kovacs (Trenton, 23 gennaio 1919 – Los Angeles, 13 gennaio 1962), è stato un attore, comico e conduttore televisivo statunitense.
Pioniere della televisione americana degli anni cinquanta, è ricordato per il suo talento creativo nella conduzione di programmi per il piccolo schermo, precursore dello stile di presentatori successivi come Johnny Carson e David Letterman.
È stato impersonato da Jeff Goldblum nel film biografico Ernie Kovacs - Tra una risata e l'altra, diretto nel 1984 da Lamont Johnson.

## Biografia
Figlio di Andrew Kovacs, emigrato ungherese, trascorse l'infanzia e la giovinezza a Trenton (New Jersey), dove il padre fu, successivamente, poliziotto, ristoratore e, infine, contrabbandiere di alcolici durante il Proibizionismo. Il giovane Ernie nel 1937 ottenne una borsa di studio in recitazione presso l'American Academy of Dramatic Arts di New York.
Dopo la separazione dei genitori, Kovacs tornò a vivere con la madre Mary a Trenton dove, nel 1941, ottenne un impiego come disc jockey presso la WTTM, un'emittente radiofonica del luogo, per la quale negli anni successivi divenne cronista di eventi sperimentali e bizzarri realizzati in esterni. Dopo aver lavorato nove anni per la WTTM, fece il suo debutto televisivo nello show Pick Your Ideal, cui fecero seguito Deadline For Dinner e Now You're Cooking, due programmi di cucina nei quali Kovacs iniziò a farsi notare per le sue doti umoristiche.

### La carriera televisiva

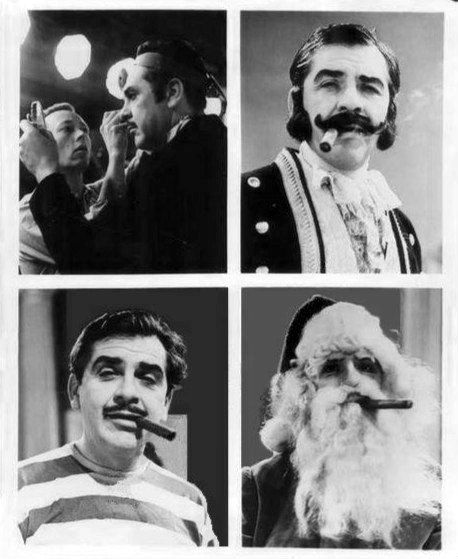
Ernie Kovacs in alcuni suoi travestimenti nella serie antologica The United States Steel Hour (1961)

Nel novembre 1950 Kovacs esordì alla conduzione del programma Three to Get Ready, che rappresentò una sfida per i realizzatori in quanto fu una delle prime trasmissioni televisive ad andare in onda nella fascia oraria della prima mattinata. La lettura delle notizie e la presentazione delle previsioni del tempo furono trattate da Kovacs con idee innovative e stravaganti per l'epoca, basate sull'invenzione di rapide gag e di scenette umoristiche, delle quali era protagonista. Ironizzando sul budget ridotto del programma, Kovacs lanciò una sfida agli spettatori, invitandoli ad inviare oggetti inutilizzati e sgraditi, una trovata per cui la produzione in breve tempo ricevette dal pubblico migliaia di invii dei generi più diversi. Il presentatore ricorse a un'analoga iniziativa anche in un altro programma del mattino, Kovacs on the Corner, nel quale gli spettatori potevano portare in trasmissione i loro oggetti indesiderati e scambiarli in diretta durante la messa in onda.

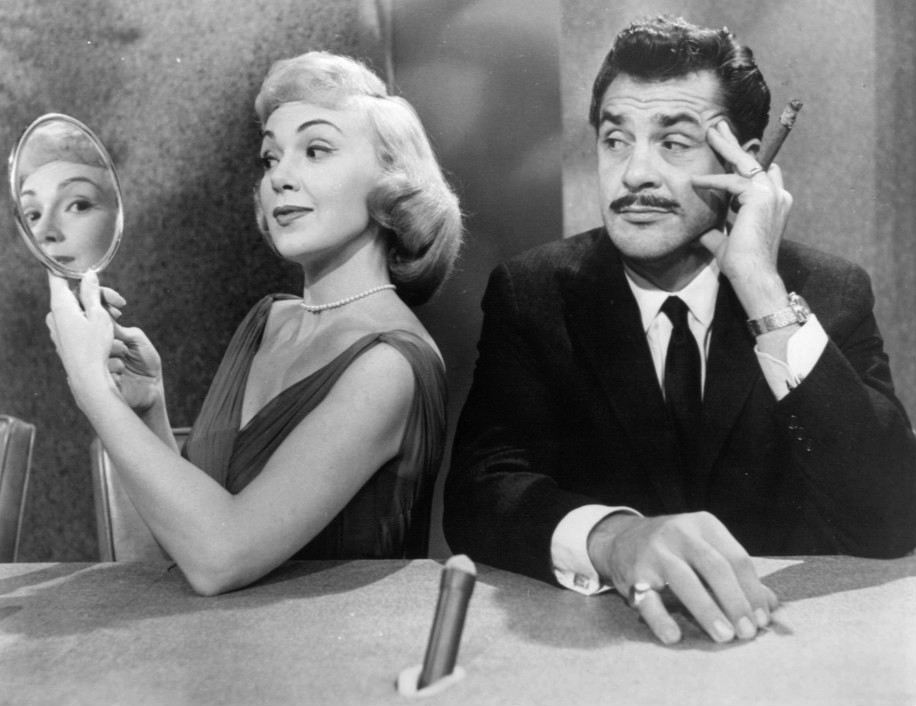
Ernie Kovacs con la moglie Edie Adams in una foto di scena dello show televisivo Take A Good Look (1960)

In questi primi anni di conduzione televisiva, Kovacs si fece conoscere e apprezzare per il senso dell'umorismo, le capacità di improvvisazione e l'interesse per le tecniche sperimentali, ricorrendo durante le trasmissioni ad elaborate innovazioni visive, ad effetti speciali e ad un utilizzo audace delle inquadrature che spesso oltrepassavano i confini del set vero e proprio, dando vita a finti incidenti di scena e a coincidenze solo apparentemente casuali. Con l'inseparabile sigaro, Kovacs fu protagonista delle proprie gag, ricorrendo al trucco e al travestimento per interpretare personaggi diversi e ricorrenti, e sviluppando un particolare talento per la satira.
Divenuto una star del piccolo schermo americano, comparve in show di intrattenimento e serie antologiche, e presentò un proprio spettacolo personale, The Ernie Kovacs Show, in onda durante il biennio 1961-1962, che ne confermò le capacità di intrattenitore, interprete e surreale umorista, oltre che di sperimentatore di tecniche televisive innovative. Sviluppò inoltre doti di compositore e autore di brani musicali, e di conoscitore di musica classica e operistica, generi di cui utilizzò molti brani come sottofondo alle proprie gag.

### Il cinema
Gli impegni televisivi non impedirono a Kovacs di frequentare i set cinematografici. Tra la fine degli anni cinquanta e l'inizio degli anni sessanta apparve in alcune commedie, nelle quali interpretò prevalentemente personaggi sbruffoni e dotati di uno scanzonato senso dell'umorismo. Tra i suoi primi ruoli sul grande schermo, quello del capitano Paul Lock nella commedia di ambiente militare Off Limits - Proibito ai militari (1957). Altri personaggi di militari furono quelli del capitano Segura in Il nostro agente all'Avana (1958), e del capitano Charlie Stark in Svegliami quando è finito (1960).
Tra le altre interpretazioni di Kovacs per il grande schermo, sono da ricordare quella di Sidney Redlitch, lo scrittore costantemente brillo in Una strega in paradiso (1958), accanto a James Stewart, Kim Novak e Jack Lemmon, e quella di Harry Foster Malone, un magnate ferroviario antagonista di Jane Osgood (Doris Day), allevatrice e commerciante di aragoste del Maine, in Attenti alle vedove (1959). Kovacs apparve nel film con abbigliamento e trucco che lo facevano assomigliare a Charles Foster Kane, il magnate della stampa protagonista di Quarto potere, in una sorta di omaggio al film di Orson Welles del 1941.
Altri film in cui apparve sono Pugni, pupe e pepite (1960), Cinque ore in contanti (1961) e Rapina... a nave armata (1961), diretto da Irving Brecher.

### Morte
L'esistenza di Kovacs si concluse tragicamente nelle prime ore del mattino del 13 gennaio 1962. Di ritorno da un party, l'attore perse il controllo della sua auto e si schiantò contro un palo della luce, riportando lesioni mortali al petto e alla testa. Avrebbe compiuto 43 anni pochi giorni dopo.
È sepolto al Forest Lawn Memorial Park (Hollywood Hills) a Los Angeles, accanto alla seconda moglie Edie Adams, e a due delle figlie.

## Vita privata
Ernie Kovacs si sposò la prima volta nel 1945 con Betty Wilcox, dalla quale ebbe due figlie, Elizabeth e Kippie. Il matrimonio si concluse con il divorzio nel 1952, ma la coppia rimase successivamente al centro di una lunga disputa per la custodia delle figlie, contesa che si protrasse fino al 1962 (pochi mesi dopo la morte dell'attore), quando furono definitivamente affidate alla seconda moglie di Kovacs, l'attrice Edie Adams, che aveva sposato nel 1954 e da cui aveva avuto un'altra figlia, Mia.

## Filmografia

### Cinema
- Showdown at Ulcer Gulch, regia di Shamus Culhane (1956) - cortometraggio
- Off Limits - Proibito ai militari (Operation Mad Ball), regia di Richard Quine (1957)
- Una strega in paradiso (Bell, Book and Candle), regia di Richard Quine (1958)
- Attenti alle vedove (It Happened to Jane), regia di Richard Quine (1959)
- Il nostro agente all'Avana (Our Man in Havana), regia di Carol Reed (1959)
- Svegliami quando è finito (Wake Me When It's Over), regia di Mervyn LeRoy (1960)
- Noi due sconosciuti (Strangers When We Meet), regia di Richard Quine (1960)
- Pugni, pupe e pepite (North to Alaska), regia di Henry Hathaway (1960)
- Pepe, regia di George Sidney (1960)
- Cinque ore in contanti (Five Golden Hours), regia di Mario Zampi (1961)
- Rapina a... nave armata (Sail a Crooked Ship), regia di Irving Brecher (1961)

### Televisione
- It's Time for Ernie – serie TV, 1 episodio (1951)
- Playhouse 90 – serie TV, 1 episodio (1957)
- The Jack Benny Program – serie TV, 1 episodio (1959)
- Westinghouse Desilu Playhouse – serie TV, episodio 1x13 (1959)
- General Electric Theater – serie TV, episodi 7x05-7x20 (1958-1959)
- Schlitz Playhouse of Stars – serie TV, 1 episodio (1959)
- Shotgun Slade – serie TV, episodio 1x02 (1959)
- Goodyear Theatre – serie TV, episodio 3x15 (1960)
- The United States Steel Hour – serie TV, 1 episodio (1961)
- The Ernie Kovacs Show – 7 episodi (1961-1962)
- Medicine Man, regia di Charles Barton – film TV (1962)

## Doppiatori italiani
- Pino Locchi in Una strega in paradiso; Il nostro agente all'Avana, Noi due sconosciuti; Pugni, pupe e pepite
- Giorgio Capecchi in Attenti alle vedove
- Emilio Cigoli in Svegliami quando è finito